# Катаяма, Сэн
Сэн Катаяма (яп. 片山潜 катаяма сэн, имя при рождении Сугаторо Ябуки, 26 декабря 1859, деревня Хадеги, провинция Мимасака, ныне часть посёлка Юге уезда Кумитё, префектуры Окаяма — 5 ноября 1933, Москва) — японский коммунист, деятель Коминтерна.

## Биография
Сугаторо Ябуки был вторым сыном в семье крестьян Кунидзо и Кити Ябуки. В возрасте 19 лет он был усыновлён семьёй Катаяма и принял имя Сэн, после того как его родной отец бросил мать. Усыновление позволило ему избежать призыва в армию. В 1876 году Катаяма уехал в Токио, где работал наборщиком. Здесь он подружился с Ивасаки Сэйсити, племянником одного из основателей компании Мицубиси. Ивасаки, принадлежавший к богатой семье, собирался ехать учиться в США и изучал английский язык. Это натолкнуло Сэна на мысль также поехать в США учиться.
В 1884 году Катаяма уехал в США, где в 1892 году окончил Колледж Гринэлл (англ. Grinnell College). Катаяма обратился в христианство и продолжил образование в теологической школе Андовер, а затем в Йельском университете. В то же время Катаяма стал социалистом.
В 1896 году вернулся в Японию. Принимал активное участие в организации социалистического и рабочего движения. Был одним из создателей общества содействия организации профсоюзов и Союза металлистов — первого японского профсоюза (1897), общества по изучению социализма (1898).
В 1901 году был одним из основателей японской Социал-демократической партии, которая вскоре была распущена правительством. В 1903—1904 годах активно сотрудничал в газете «Хэймин симбун». В 1900 году заочно избран членом бюро исполнительного комитета Социалистического Интернационала.
В 1904 году участвовал в работе Амстердамского конгресса Социалистического Интернационала, который проходил во время русско-японской войны. После вступительной церемонии председательствующий обратил внимание делегатов на то, что его заместителями избраны представители социалистов воюющих стран — русский Георгий Валентинович Плеханов и японец Сэн Катаяма. При этих словах Плеханов и Катаяма встали и пожали друг другу руки в знак братской дружбы рабочих России и Японии.
В 1904 году присутствовал также на съезде Социалистической партии Америки в Чикаго.
Затем около трёх лет жил в Техасе, занимаясь выращиванием риса. В 1906 году вернулся в Японию. За организацию стачки токийских трамвайщиков в 1911 году Катаяма был на 9 месяцев заключён в тюрьму. В 1914 году из-за полицейских репрессий уехал в США, где примкнул к американскому социалистическому движению, создал первые коммунистические группы из японских рабочих в США (1918).

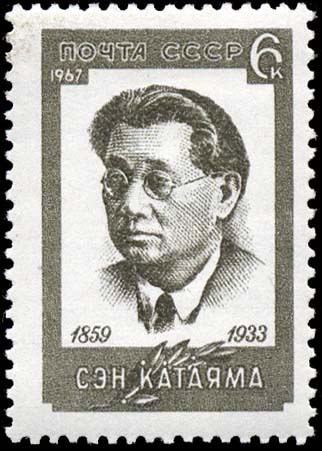
Сэн Катаяма (1859—1933). Марка почты СССР, 1967

В 1918 году через Мексику переехал в Советскую Россию, где работал в Коминтерне. В 1922 году был избран членом Исполкома Коминтерна (ИККИ), а затем членом Президиума ИККИ. Был одним из создателей компартии Японии в 1922 году. Принимал участие в антиимпериалистических конгрессах в Брюсселе (1927) и во Франкфурте-на-Майне (1929), а также в антивоенном конгрессе в Амстердаме (1932). В 1927 году портрет Сэна Катаямы создал художник А. Д. Гончаров.
Окончил Коммунистический университет трудящихся Востока им. И. В. Сталина.
Умер 5 ноября 1933 года. Урна с прахом погребена в Кремлёвской стене на Красной Площади в Москве. Мозг изъят и передан в институт мозга.

## Семья
Двое детей от первой жены Фудэ, умершей в 1903 году, и дочь от второй жены Хари Тама, на которой женился в 1907 году.
Дочь от первого брака Ясу Катаяма длительное время жила в Москве в Чапаевском переулке, дом 8. Занималась общественной деятельностью, была заместителем председателя Центрального правления Общества дружбы СССР — Япония.

## Сочинения
- Япония и Америка. — М.: Литиздат НКИД, 1925.
- Статьи и мемуары (К столетию со дня рождения). — М., 1959.
- Воспоминания. — М., 1964.
- Катаяма Сэн. Японский милитаризм и война // К вопросу о зарождении и развитии марксизма в Японии. М.: Госполитиздат, 1960. Вып. 33.С. 35-46.

## Память
- Один из микрорайонов в Старопромысловском районе города Грозный носит имя С. Катаямы.
- В Южно-Сахалинске есть улица Сен-Катаяма.
- Улица Победы в городе Янаул Республики Башкортостан до 1975 года называлась улицей Сена-Катаяма[3].